# Чорнушка нив'яна
Чорнушка нив'яна (Nigella segetalis) — вид рослин з родини жовтецевих (Ranunculaceae), поширений у південно-східній Європі й західній Азії.

## Опис
Багаторічна рослина 20–50 см. Рослина широко гілляста, ±гола. Чашолистки лавандово-блакитні, яйцеподібно-еліптичні, поступово звужуються до короткого кігтя. Пиляки фіолетові. Стручки лінійно-довгасті, об'єднані щонайменше 3/4 довжини, горбисті. Насіння трикутне.

## Поширення
Поширений у південно-східній Європі (Молдова, Україна, Росія), західній Азії (Вірменія, Азербайджан, Грузія, пн.-зх. Іран, Туреччина).
В Україні вид зростає на сухих схилах, у чагарниках — у Степу і Криму.

## Використання
Декоративна рослина, бур'ян.